# IC 4942
IC 4942 је спирална галаксија у сазвјежђу Телескоп која се налази на листи објеката дубоког неба у Индекс каталогу.
Деклинација објекта је - 52° 36' 37" а ректасцензија 20h 6m 49,3s. Привидна величина (магнитуда) објекта IC 4942 износи 15,5 а фотографска магнитуда 16,3. IC 4942 је још познат и под ознакама ESO 185-65, AM 2002-524, PGC 64114.